# S'han tounsi
Le s'han tounsi (arabe : صحن تونسي), aussi appelé plat tunisien ou assiette tunisienne, est un plat tunisien à base d'œufs et de thon, connu pour sa facilité de préparation.
Les ingrédients principaux sont des œufs, de la harissa, de la salade méchouia, des pommes de terre bouillies, des olives et de l'huile d'olive,.
Contrairement au couscous partagé avec les autres pays du Maghreb, le s'han tounsi est exclusivement tunisien. Il est emblématique de la cuisine de rue de ce pays.